# Karacaahmet temető
A Karacaahmet temető (törökül: Karacaahmet Mezarlığı) egy sírkert Isztambul ázsiai oldalán, annak Üsküdar nevű kerületében.

## Története
Ez a 3 km² kiterjedésű régi temető Orhán szultán egyik katonájáról kapta a nevét. Az első sírköveit a 14. század közepén állították. 2007-ben falainak egy darabja leomlott a Marmaray metrórendszer alagútfúrásai során.

## Szerkezete
Tizenkét utakkal elválasztott parcellából áll, ahova muszlim irányzatok szerint temetik az elhunytakat.

## A Karacaahmet temetőben nyugvó hírességek
- Süleyman Hilmi Tunahan, muszlim vallástudós
- Benderli Ali Paşa, II. Murád szultán nagyvezíre
- Reşat Nuri Güntekin, író
- Oktay Rifat Horozcu, költő
- Cem Karaca, rockzenész
- Fikret Mualla Saygı, festő
- Karaca Ahmet Sultan, alevi szent